# معركة نكميرجيه
كانت معركة نيكمير أو نيكميرجيه هي واحدة من عدة غارات نفذتها القوات الملكية البوهيمية، بقيادة بووسلاف فون شوانبيرج ، ضد قوات هوسيت في جان جيجكا .
اشتعلت الغارة قوات هوسية تحاصر حصن نكميرجيه.
استطاعت قوة هوسيت اختراق خطوط بووسلاف باستخدام المدفعية (البنادق اليدوية) المركبة على العربات، وتسببت في تراجعها. كانت هذه المناوشة أول استخدام موثّق لعربة الحصن خلال حروب الهوسيين.
كانت نتائج هذا الصراع مهمة في إظهار الكفاءة العسكرية لـ جيجكا في أذهان الهوسيين. دعا هوسييو براغ لاحقًا جيجكا للمساعدة في الدفاع عن بلدتهم ضد الجيش الإمبراطوري الصليبي، على الرغم من ازدرائه من خلال الإذعان لمطالب الملكيين بعد الصراع الملكي-هوسيت الأولي في براغ.

## روابط خارجية
- "حروب الهوسيين (1419-1436)" ، ستيفن تورنبول ، أوسبري للنشر ((ردمك 1-84176-665-8) )
- مقتطف من كتاب Osprey Hussite Wars
- معارك هوسيت وأحداث مهمة